# Kismányok
Kismányok es un pueblo ubicado en el distrito de Bonyhád, en el condado de Tolna, Hungría.

## Superficie
Posee una superficie de 5,430 kilómetros cuadrados.

## Demografía
Hasta 2019 la población era de 304 habitantes, con una densidad de población de 55,99 habitantes por kilómetro cuadrado.